# Catedral de San Pedro (Maillezais)
La antigua catedral de San Pedro o simplemente catedral de Maillezais (en francés: Cathédrale Saint-Pierre de Maillezais) es una iglesia católica medieval hoy en ruinas que se encuentra en la comuna de Maillezais, en la Vendée, Francia. Antiguamente el sitio de la abadía de Saint-Pierre (San Pedro), el sitio creció a partir la abadía del siglo X a la catedral terminada en el siglo XV, con muchas edificaciones en el mismo sitio que fue abandonado hacia el final del siglo XVII. Las ruinas de hoy consisten en la iglesia abacial, el refectorio, dormitorio, cocina, bodegas, torrecillas y murallas. La catedral ha sido declarada monumento patrimonial por su forma románica, gótica y renacentista. Fue designada monumento histórico el 30 de enero de 1924. La catedral pertenecía a la diócesis de Luçon, con los ritos romanos, y tenía a san Pedro como santo patrón.
El sitio de la catedral permaneció latente hasta después de la Revolución Francesa cuando fue vendido como bien nacional para servir como  cantera de piedra. En 1840, fue devuelto a la gente que decidió mantener la catedral como un monumento patrimonial. Fue clasificado para su protección en 1924. Solo después de 1996 el Consejo General de Vendée se interesó por su restauración.

## Véase también

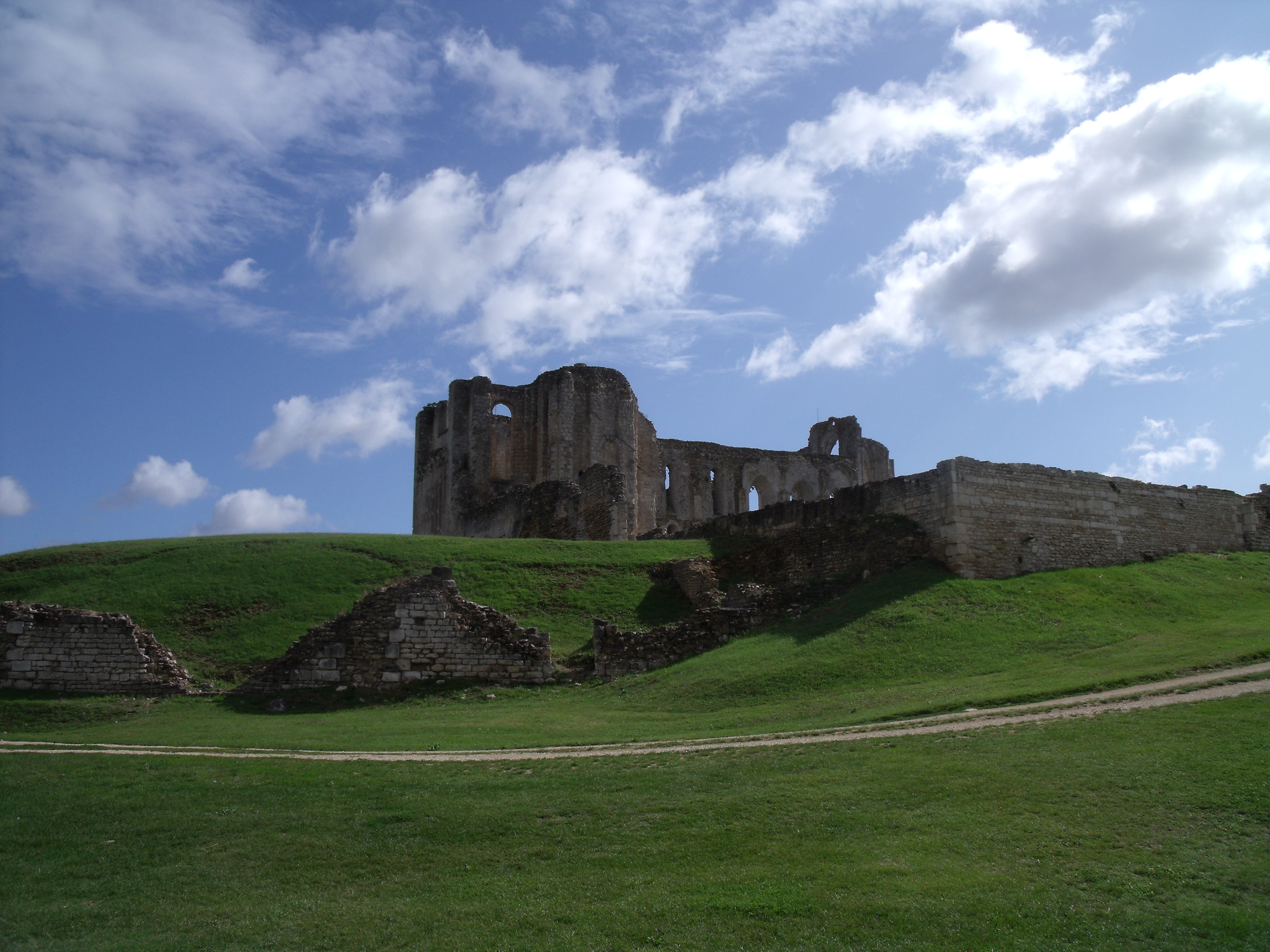
Vista de las Ruinas en 2011

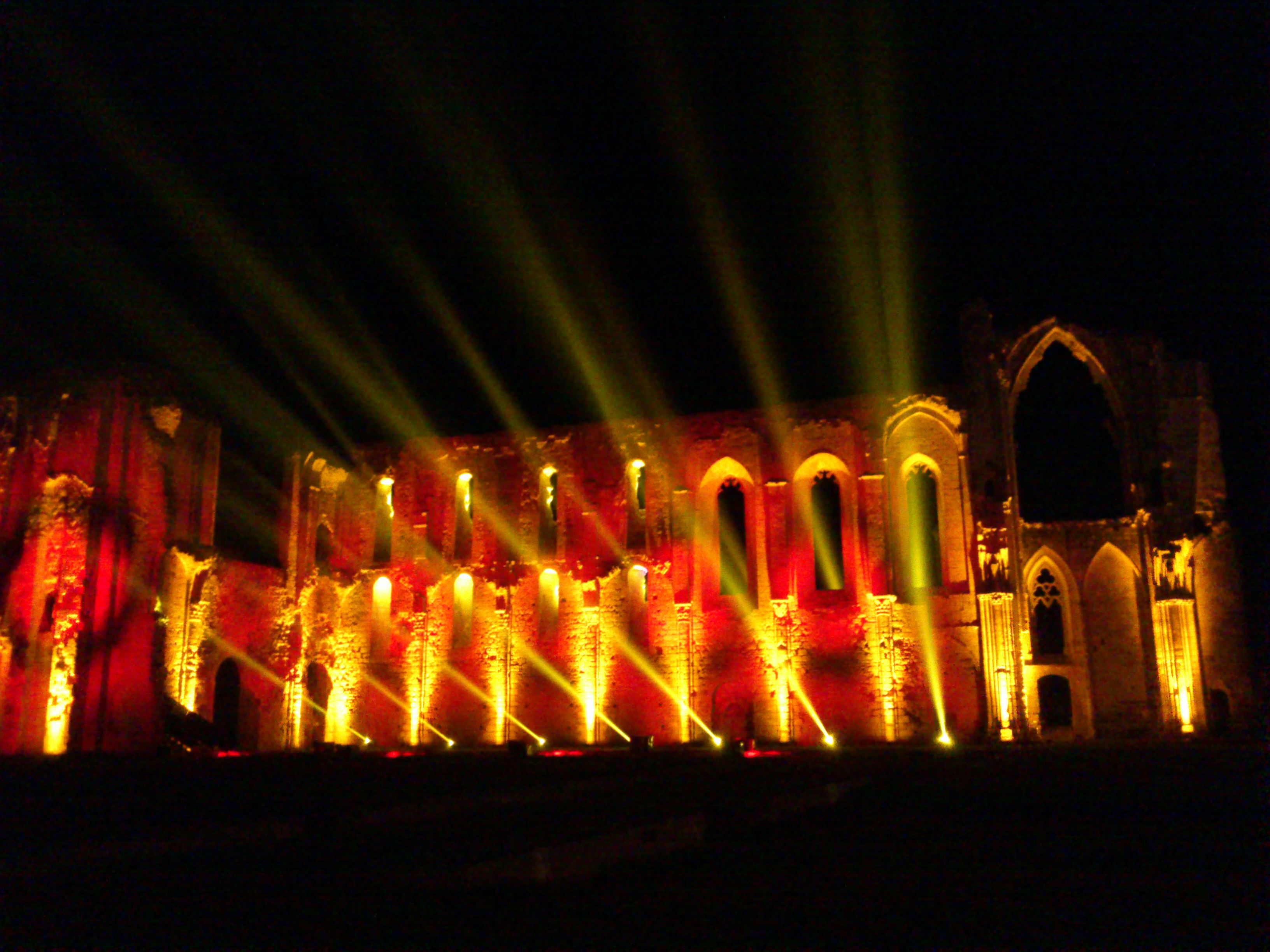
Vista de la catedral en la Navidad de 2015